# Francis Kiprop (Marathonläufer, 1984)
Francis Kiprop (* 25. Dezember 1984) ist ein kenianischer Marathonläufer.

## Werdegang
2005 siegte er beim Münster-Marathon. 2006 belegte er beim Köln-Marathon den dritten Platz mit seiner Bestzeit von 2:13:05 h. 
2007 wurde er Vierter beim Bonn-Marathon, gewann die Premiere des Kassel-Marathons in 2:16:48 h und wurde erneut Sieger beim Münster-Marathon. 2008 wurde er beim Kassel-Marathon Vierter.